# Kabinett Rei
Regierung der Republik Estland unter dem Staatsältesten August Rei (Kabinett Rei). Amtszeit: 4. Dezember 1928 bis 9. Juli 1929.

## Regierung
Die Regierung Rei war nach offizieller Zählung die 18. Regierung der Republik Estland seit Ausrufung der staatlichen Unabhängigkeit 1918. Sie blieb 218 Tage im Amt.
Der Regierung gehörten Vertreter der Eesti Sotsialistlik Tööliste Partei (Estnische Sozialistische Arbeiterpartei, ESTP), der Kristlik Rahvaerakond (Christliche Volkspartei, KRE), der Eesti Tööerakond (Estnische Arbeitspartei, ETE) sowie der Partei der Asunikud, riigirentnikud ja väikepõllupidajad („Siedler, Staatspächter und Kleinbauern“, ARV) an.

## Kabinett
| Ressort                                             | Name                      | Amtszeit                | Partei |
| --------------------------------------------------- | ------------------------- | ----------------------- | ------ |
| Staatsältester                                      | August Rei                | 04.12.1928 – 09.07.1929 | ESTP   |
| Außenminister                                       | Jaan Lattik               | 04.12.1928 – 09.07.1929 | KRE    |
| Landwirtschaftsminister                             | Karl-Johannes Soonberg    | 04.12.1928 – 09.07.1929 | ARV    |
| Gerichts- und Innenminister                         | Tõnis Kalbus              | 04.12.1928 – 09.07.1929 | ETE    |
| Arbeits-, Sozial- und Bildungsminister              | Leopold Johannes Johanson | 04.12.1928 – 09.07.1929 | ESTP   |
| Finanzminister sowie Handels- und Industrieminister | Aleksander Oinas          | 04.12.1928 – 09.07.1929 | ESTP   |
| Kriegsminister                                      | Mihkel Juhkam             | 04.12.1928 – 09.07.1929 | ETE    |
| Verkehrsminister                                    | Oskar Köster              | 04.12.1928 – 09.07.1929 | ARV    |